# Avesnes-sur-Helpe
Avesnes-sur-Helpe là một xã trong vùng hành chính Hauts-de-France, thuộc tỉnh Nord, quận Avesnes-sur-Helpe (Unterpräfektur) tổng, tổng Avesnes-sur-Helpe-Nord und Sud. Tọa độ địa lý của xã là 50° 07' vĩ độ bắc, 03° 55' kinh độ đông. Avesnes-sur-Helpe nằm trên độ cao trung bình là 170 mét trên mực nước biển, có điểm thấp nhất là 143 mét và điểm cao nhất là 188 mét. Xã có diện tích 2,24 km², dân số vào thời điểm 1999 là 5003 người; mật độ dân số là 2233 người/km².

## Thông tin nhân khẩu
| 1962  | 1968  | 1975  | 1982  | 1990  | 1999  |
| ----- | ----- | ----- | ----- | ----- | ----- |
| 6.151 | 6.414 | 6.301 | 5.955 | 5.108 | 5.003 |

## Nhân vật
- Eugene Walckiers, nhà soạn nhạc

## Địa điểm tham quan
- Nhà thờ Saint-Nicolas (1534)